# Velký Špičák (národní přírodní rezervace)
Národní přírodní rezervace Velký Špičák je chráněné území u města Třešť na Jihlavsku. Bylo vyhlášeno již v roce 1964 na ploše 45,85 ha. Předmětem ochrany jsou zejména původní jedlové bučiny a javorové porosty, smíšené porosty s velkým podílem buku lesního , jedle bělokoré, javoru klenu a jilmu horského. Jedná se o reprezentativní ukázku původních lesních společenstev Českomoravské vrchoviny. Neprovádí se zde žádné zásahy mimo šetrnou podporu původních druhů dřevin.
V podloží se nachází metamorfované horniny na nichž se vyvinuly různě modifikované kambizemě. Vyskytují se zde chráněné druhy rostlin a mechů, např. dvouhrotec zelený nebo sněženka podsněžník. Dosavadní průzkum fauny byl zaměřen na bezobratlé živočichy. Oblast je dobře přístupná veřejnosti prostřednictvím turistických tras. Vrchol rezervace je státním geodetickým bodem.

## Lokalita
Národní přírodní rezervace Velký Špičák se nachází přibližně 4 km severovýchodně od města Třeště v okrese Jihlava. Rozprostírá se na ploše 75,75 ha v nadmořské výšce 650–733 metrů na vrchu Velký Špičák a v jeho okolí (733 metrů). Celá plocha rezervace je tvořena lesními pozemky. Vrch Velký Špičák je součástí geografické jednotky nazvané Křižanovská vrchovina.

## Historie
V oblasti dnešní národní přírodní rezervace byla do konce 18. století provozována v místních lesích tzv. toulavá seč s přirozenou obnovou porostů. Tento způsob hospodaření vyhovoval zejména jedli a buku, takže jejich podíl zaobíral okolo 30 % skladby stromů. Na příkaz zemského práva z roku 1838 byly toulavé seče zakázány. Staré řídké porosty začaly být obhospodařovány mýcením pasek a následnou umělou obnovou dřevin. Ta se nejprve prováděla setím, později i sadbou.
Lesní porosty zahrnuté v NPR Velký Špičák byly do roku 1945 součástí revíru Jezdovice, velkostatku Třešť. Dle dochovaných písemností byla v době vzniku rezervace následující dřevinná skladba tehdejších lesů: smrk 35–40 %, jedle 20–25 % a buk 30–40 %. Podíl ostatních dřevin se pohyboval kolem 5 %. S rozvojem průmyslu (a tím i související větší spotřebou dřeva) byl ve druhé polovině 20. století výrazně prosazován smrk jako rychle rostoucí a dobře placená dřevina. Původní přirozené lesní porosty byly tak postupně likvidovány a uměle byly zakládány smrkové monokultury. Smrk tedy ještě posílil svou dominanci v místním výčtu dřevin.
Podle zřizovacího předpisu Ministerstva školství a kultury ČSSR byla vyhlášena státní přírodní rezervace Velký Špičák 7. listopadu 1964. Hlavním účelem zřízení byla snaha ochránit původní dřevinnou skladbu lesního společenstva. Současná kategorie národní přírodní rezervace byla stanovena v roce 1992 vyhláškou č. 395/1992 Sb. Od té doby je prováděna výsadba původních druhů stromů.

## Přírodní poměry

### Geologie a pedologie
V podloží rezervace se nacházejí metamorfované horniny moldanubika. Hřbetovou partii Velkého Špičáku tvoří cordierit-biotitická pararula, která na obou svazích přechází v cordierit-biotitický migmatit. Vrcholová část má velmi členitý terén. Nalezneme zde útvary nazývané mrazové sruby, kryoplanační terasy nebo menší kamenná moře. V závislosti na lokálních podmínkách se na půdotvorném substrátu vytvořily různě hluboké kyselé kambizemě. Na sutích ve vrcholové partii Velkého Špičáku se nacházejí kambizemě se zvýšeným obsahem humusu. V okolí nevelkých pramenišť při jihozápadním okraji území se vyvinuly oglejené kambizemě. Půdy jsou většinou hlinité až jílovitohlinité s relativně vysokým obsahem přístupného dusíku a bez karbonátů.

### Klima
V oblasti je průměrná roční teplota 6,7 °C. Průměrný roční úhrn srážek se pohybuje okolo 664 mm. Díky zalesnění celé rezervace je půda po většinu roku v příznivém vlhkém stavu - vegetační období zde má délku 140 dnů.

### Hydrologie
Plocha chráněného území spadá do povodí Třešťského potoka (pravostranný přítok řeky Jihlavy). Na jihozápadním okraji rezervace se nacházejí nevelká prameniště. 

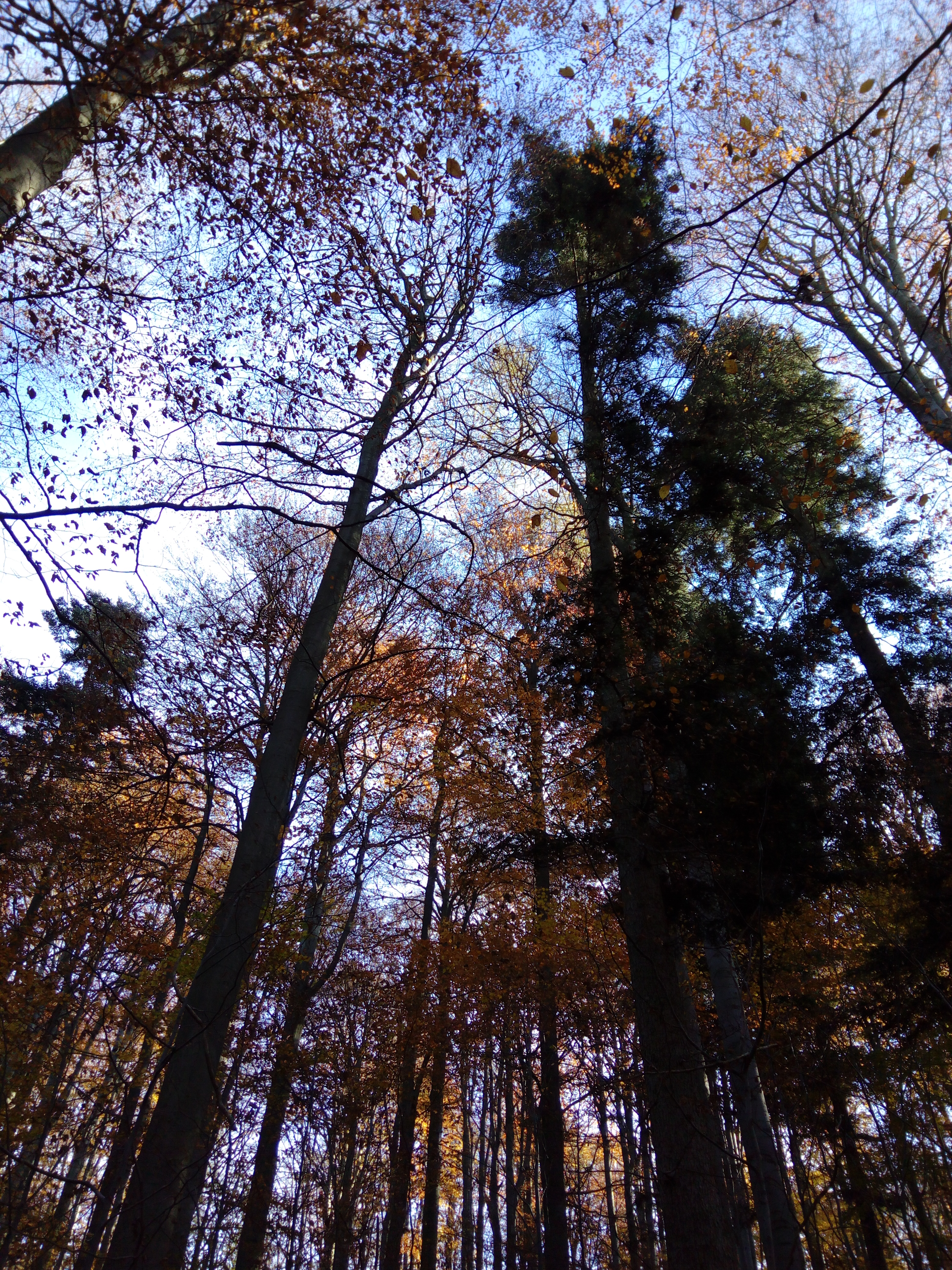
Podzimní šat místních stromů

### Flora
Vegetační kryt je tvořen velmi zachovalými přírodě blízkými lesními společenstvy. Největší podíl mají květnaté bučiny (pokrývající 91 %). Na mírných svazích vrcholu se vyskytují jedlové bučiny. Přímo v okolí vrcholu nalezneme tzv. suťové lesy (pokrývající okolo 8 %), kde převažují suťové javořiny. Na východním a severovýchodním úbočí jsou významné porosty s převahou jasanu a pozoruhodným bylinným patrem.
Ochranářsky nejvýznamnější je zde velmi malá populace mechu dvouhrotce zeleného (Dicranum viridae), který je zařazen do červeného seznamu ČR pod kategorií C3. Podle údajů z roku 2009 se nachází na jediném místě v suťovém lese pod vrcholem (plocha 15x5 cm na tlejícím kmeni jasanu ztepilého). Z charakteristických a ohrožených rostlinných druhů se v území vyskytují sněženka podsněžník (Galanthus nivalis), měsíčnice vytrvalá (Lunaria rediviva), česnek medvědí (Allium ursinum), dymnivka bobovitá (Corydalis intermedia), sasanka pryskyřníkovitá (Anemonoides ranunculoides), pižmovka mošusová (Adoxa moschatellina), křivatec žlutý (Gagea lutea), kyčelnice devítilistá (Dentaria enneaphyllos), kyčelnice cibulkonosná (Dentaria bulbifera), strdivka jednokvětá (Melica uniflora), ječmenka lesní (Hordelymus europaeus), sveřep Benekenův (Bromus benekenii) a řada dalších. Druhová skladba dřevin je poměrně pestrá, z ochranářsky významných druhů lze uvést jedli bělokorou (Abies alba) a ustupující jilm horský (Ulmus glabra). Zajímavý je výskyt dubu letního (Quercus robur) a habru obecného (Carpinus betulus). Území hostí mimo jiné i velmi pozoruhodnou mykoflóru, vyskytuje se zde řada vzácných dřevokazných hub. Namátkou můžeme jmenovat např. pórnatku tlustou (Amyloporia crassa), outkovečku bukovou (Antrodiella faginea), outkovečku cizopasnou (A. parasitica) nebo pórnatku třásnitou (Junghuhnia separabilima).

### Fauna
Dosavadní průzkum živočichů byl zaměřen na bezobratlé, konkrétně na druhy žijící v povrchových vrstvách půdy a faunu motýlů. Byla zkoumaná fauna pavouků, mezi kterými výrazně převládá reliktní složka (např. Saloca diceros a Asthenargus perforatus) a fauna suchozemských stejnonožců, stonožek, mnohonožek a žížal. K nejdůležitějším nálezům patří žížala Dendrobaena vejdovskyi a mnohonožka Leptoiulus marcomannius. V druhově bohaté fauně motýlů převládají druhy přirozeného jedlobukového lesa středních a vyšších poloh (Apamea illyria, Acassis viretata, Notocacis sertata). Významný vliv na motýlí diverzitu má také sousední dubový porost. Díky němu můžeme v NPR Velký Špičák nalézt i teplomilné druhy (Eupithecia abbreviata, Drymonia ruficornis nebo Harpyia milhauseri). Velmi početnou populaci zde má např. nápadný martináč bukový (Aglia tau). Ve fauně obratlovců převládají typické druhy listnatého lesa. Z ptáků jsou hojně zastoupeny druhy hnízdící ve stromových dutinách. Rozmnožuje se zde holub doupňák (Columba oenas), žluna šedá (Picus canus), strakapoud prostřední (Dendrocopos medius), lejsek malý (Ficedula parva), budníček lesní (Phylloscopus sibilatrix), dlask tlustozobý (Coccothraustes coccothraustes) a další. Pravidelně hnízdí také výr velký (Bubo bubo), krkavec velký (Corvus corax) a sluka lesní (Scolopax rusticola), vzácně i čáp černý (Ciconia nigra). Kromě ptáků byli opakovaně sledováni drobní savci. Celkem jich bylo dosud zaznamenáno pět druhů, dominuje myšice lesní (Apodemus flavicollis) a norník rudý (Clethrionomys glareolus).

## Ochrana přírody

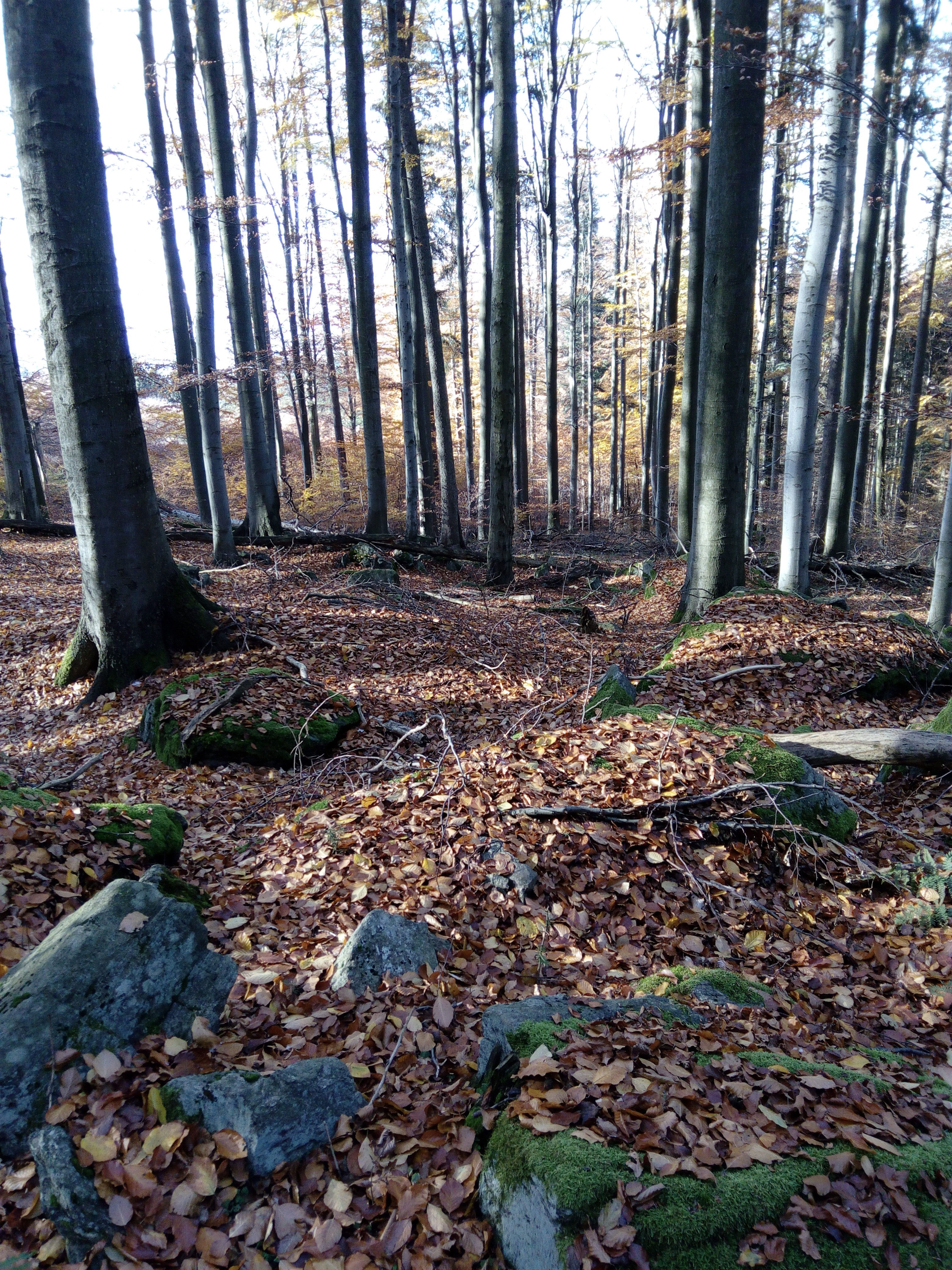
Kamenná moře u vrcholu

NPR Velký Špičák nabízí jedinečnou ukázku vegetačně bohatých lesních společenstev v oblasti Českomoravské vysočiny. Zachovala se zde přirozená dřevinná skladba i vzácná vegetace, která se jinde nevyskytuje. Předmětem ochrany je rozsáhlý komplex přírodě blízkých jedlových bučin a javořin se zastoupením smrku ve vrcholové části masivu Špičáku. Můžeme ho považovat za reprezentativní ukázku původních druhově pestrých lesních společenstev Českomoravské vrchoviny. Dlouhodobým cílem péče o ně je jejich ponechání samovolnému vývoji. Prioritním zájmem je tedy samovolný vývoj k přirozenému lesu s odpovídající dřevinnou skladbou, kterou bude nutné v horizontu několika desetiletí korigovat. To znamená vysazovat méně zastoupené a chybějící dřeviny, případně provádět zásahy pro zvýšení stability jednotlivých partií porostu a podporovat tzv. vtroušené dřeviny.
Místní lesní společenstva jsou bohužel dlouhodobě pod silným vlivem vysokých stavů zvěře. Již z hospodářských plánů 1. poloviny 20. století se dovídáme, že negativní vliv okusu mladých stromů je značný. Na škodách se významnou mírou podílí zejména mufloní (zde nepůvodní) a srnčí zvěř. I přes tento tlak však nárosty buku odrůstají. Výsadby jedle a jilmu je však nezbytné chránit oplůtky i oplocenkami. Mimo tento vliv nejsou zdejší společenstva vystavena výrazně nepříznivým vlivům ani ohrožením, která by představovala vážné riziko pro jejich další samovolný vývoj v budoucnu.

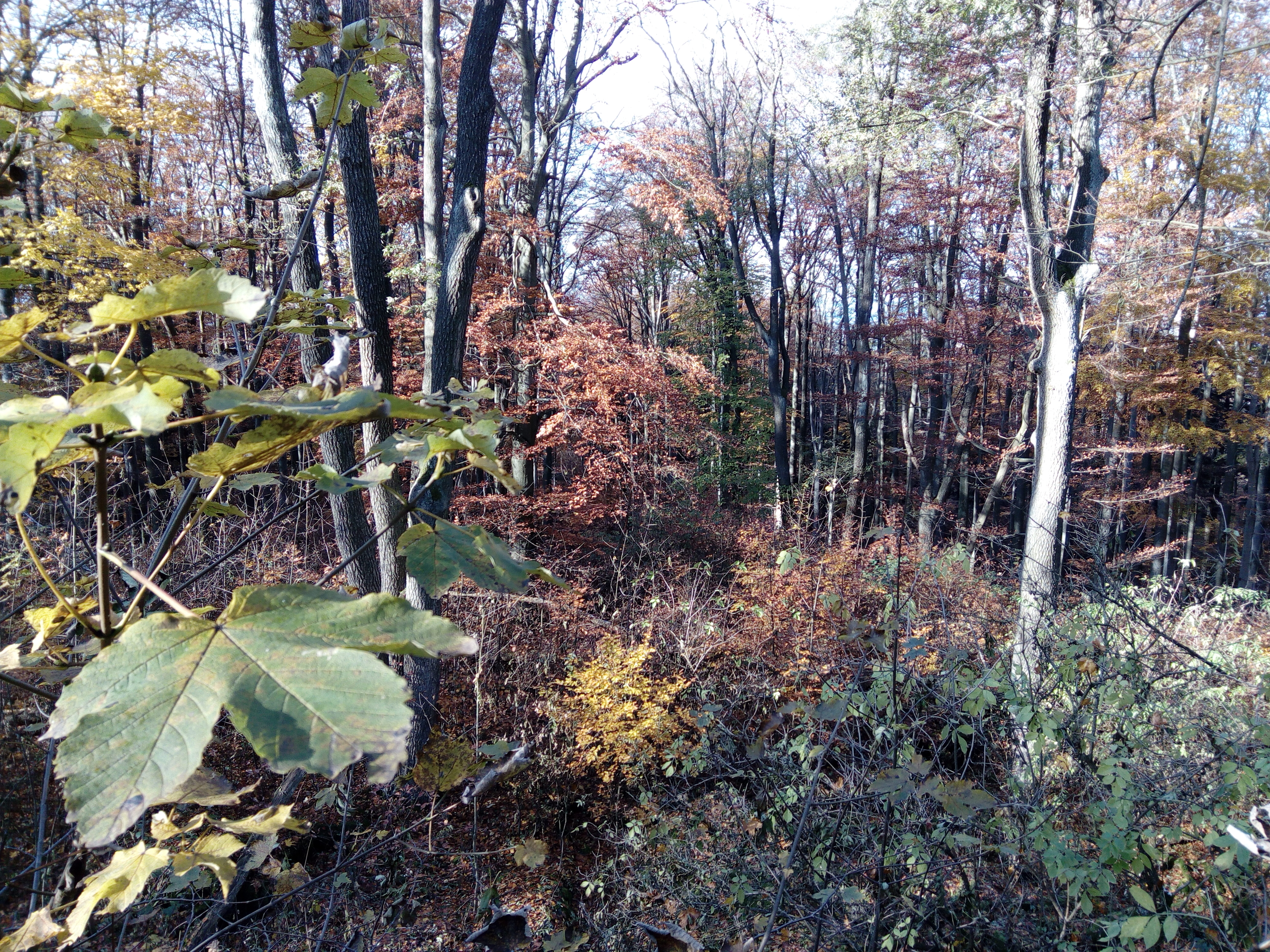
Pohled na rezervaci z vrcholu

Od roku 1995 se provádí aktivní podpora populací některých druhů stromů. Do individuálních oplocenek se vysazuje zejména jedle bělokorá (Abies alba) a jilm horský (Ulmus glabra), méně potom javor klen (Acer pseudoplatanus) nebo lípa srdčitá (Tilia cordata). V příštím období bude nutné provádět šetrné prosvětlení ploch, na nichž se oplocenky nachází a odstraňovat bukový nálet k podpoře růstu jedle.  
Samostatnou kapitolou je aktivní ochrana obratlovců. V rámci projektu Podpora dutinových druhů ptáků a netopýrů bylo v oblasti v roce 2001 vyvěšeno 16 budek: 8 hnízdních pro sýce rousné (Aegolius funereus) a 8 speciálních budek pro stromové druhy netopýrů. Sýc rousný dosud budky nevyužívá a hnízdí v dutinových stromech, netopýři je využívají přechodně na jaře a na podzim.

## Turismus
NPR je vzdálena 4 km pěšky od města Třešť. Dostupná je odtud po modré nebo zelené turistické trase, které procházejí napříč rezervací a tak zpřístupňují její nitro. Žlutá trasa spojuje Velký Špičák s blízkou přírodní památkou V Klučí. Na místo se lze také dostat po naučné stezce Špičák. Ta začíná v Třešti u hráze Váňovského rybníka a konči v sousední obci Jezdovice. Celkem 10 kilometrů dlouhá trasa je opatřena 10 informačními tabulemi, podávajícími zprávu o konkrétní lokalitě, tedy i o národní přírodní rezervaci.
Na vrcholu Velkého Špičáku nalezneme velmi populární knihu návštěv – sešit, umístěný v plechové krabičce na stromě, do kterého se zapisují výletníci po zdolání vrcholu. Podle něho lze usuzovat, že místo navštíví ročně několik stovek lidí.